# Zapalenie opon mózgowo-rdzeniowych
Zapalenie opon mózgowo-rdzeniowych (łac. meningitis cerebrospinalis purulenta) – choroba wywoływana przez wirusy lub bakterie, rzadziej przez pierwotniaki, pasożyty i niektóre leki, obejmująca opony mózgowo-rdzeniowe.

## Epidemiologia

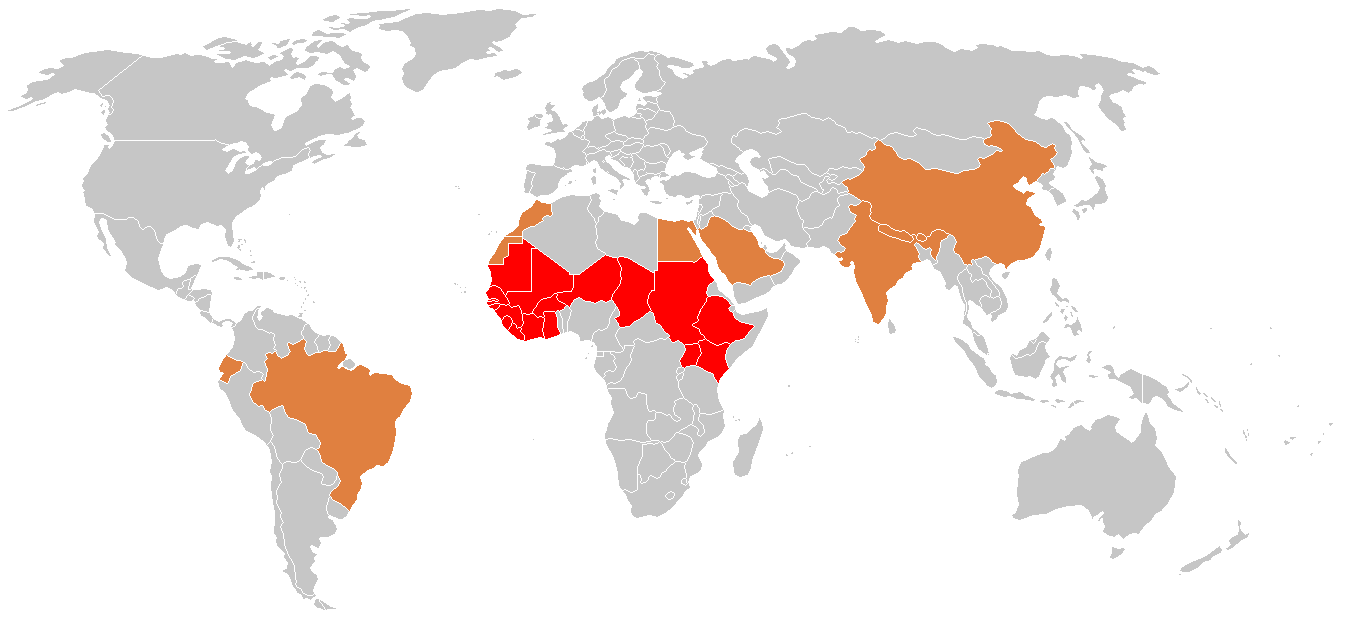
Demografia meningokokowego zapalenia opon mózgowo-rdzeniowych. Czerwony: pas meningokokowy, pomarańczowy: epidemiczne zapalenie opon mózgowo-rdzeniowych, szary: zachorowania sporadyczne

Mimo że zapalenie opon mózgowo-rdzeniowych w wielu krajach podlega obowiązkowemu zgłoszeniu, dokładna wartość zapadalności nie jest znana. W krajach zachodnich rocznie na bakteryjne zapalenie opon mózgowo-rdzeniowych zapadają 3 osoby na 100 000. Badania całej populacji wykazały, że wirusowe zapalenie opon mózgowo-rdzeniowych jest najczęstszą postacią i występuje z częstością 10,9 na 100 000 osób, częściej w lecie. W Brazylii zapadalność na bakteryjne zapalenie opon mózgowo-rdzeniowych jest wyższa, wynosi 45,8 na 100 000 osób rocznie. W Afryce Subsaharyjskiej duże epidemie meningokokowego zapalenia opon mózgowo-rdzeniowych występują w okresie suszy i dlatego nazywa się je „pasem zapalenia opon mózgowo-rdzeniowych”. Roczna zapadalność na tym obszarze, który nie ma dostatecznej opieki medycznej, wynosi 500 na 100 000 osób. Przypadki te są głównie spowodowane przez meningokoki. Ostatnia epidemia, która rozpoczęła się w styczniu 2009 roku objęła Nigerię, Niger, Mali i Burkinę Faso. Zakażenie meningokokowe występuje w postaci epidemii na obszarach, gdzie wielu ludzi żyje razem po raz pierwszy, takich jak koszary wojskowe podczas mobilizacji, miasteczka studenckie i doroczna pielgrzymka Hadżdż. Istnieją znaczne różnice w lokalnym rozmieszczeniu drobnoustrojów wywołujących bakteryjne zapalenie opon mózgowo-rdzeniowych. Na przykład, N. meningitidis grupy B i C powodują większość zachorowań w Europie, podczas gdy grupa A meningokoków występuje częściej w Chinach i wśród pielgrzymów Hadżdż. W Afryce przyczyną większości wybuchów epidemii w "pasie zapalenia opon mózgowo-rdzeniowych" są grupy A i C meningokoków. Grupa W135 meningokoków spowodowała kilka ostatnich epidemii w Afryce oraz w trakcie Hadżdż. Oczekuje się, że różnice te będą się zmieniać wraz z wprowadzeniem szczepionek przeciwko najczęstszym szczepom.

## Etiologia

### Przyczyny infekcyjne

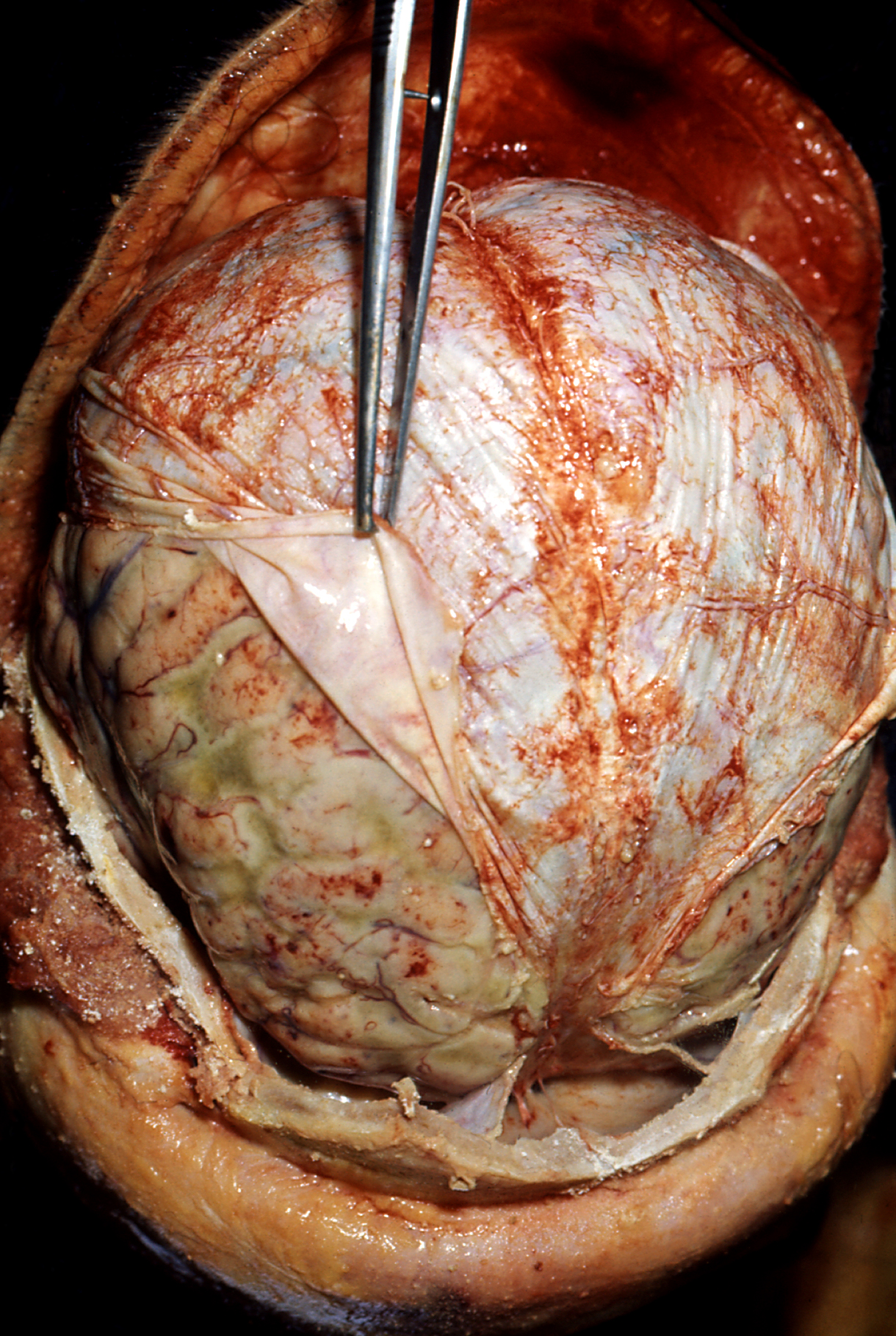
Pneumokokowe zapalenie opon mózgowo-rdzeniowych, treść ropna w przestrzeni podpajęczynówkowej

Infekcję mogą spowodować wirusy (są one najczęstszą przyczyną infekcji), a także bakterie i grzyby.
Wirusy:
- enterowirusy
- wirusy ECHO
- HSV-2
- arbowirusy (dają meningoencephalitis)
- Coxsackie
- VZV
- Wirus Epsteina-Barr (rzadko)
- wirus polio
- wirusy grypy A i B
- wirus odry

Bakterie:
| Grupa wiekowa | Przyczyny                                                                |
| ------------- | ------------------------------------------------------------------------ |
| Noworodki     | Streptococcus agalactiae, Escherichia coli, Listeria monocytogenes       |
| Niemowlęta    | Neisseria meningitidis, Haemophilus influenzae, Streptococcus pneumoniae |
| Dzieci        | N. meningitidis, S. pneumoniae                                           |
| Dorośli       | S. pneumoniae, N. meningitidis, Mycobacterium, Cryptococcus neoformans   |

- najczęściej:
  - Neisseria meningitidis (dwoinka zapalenia opon mózgowo-rdzeniowych),
  - Streptococcus pneumoniae (pneumokoki),
  - Haemophilus influenzae typ B;
- rzadziej:
  - Listeria monocytogenes,
  - choroba z Lyme (Borrelia burgdorferi),
  - Staphylococcus, Escherichia coli;
- w krajach rozwijających się częstą przyczyną są prątki gruźlicy (Mycobacterium tuberculosis);
- Streptococcus agalactiae sive pyogenes jest ważną przyczyną zapalenia opon mózgowo-rdzeniowych u noworodków, cechuje się wysoką śmiertelnością.

Grzyby, np. Cryptococcus neoformans, Coccidioides immitis. Niekiedy ZOMR spowodowane przez grzyby jest wynikiem wstrzyknięcia skażonych kortykosteroidów. Występuje niemal wyłącznie u osób z niedoborami odporności.
Zapalenie opon mózgowo-rdzeniowych ropne, bakteryjne, jest zawsze wtórne do ogniska infekcji poza układem nerwowym:
- ropnego zapalenia ucha środkowego – Streptococcus pneumoniae, Haemophilus influenzae,
- ropnego zapalenia zatok – Streptococcus pneumoniae, Haemophilus influenzae, Staphylococcus aureus,
- odoskrzelowego zapalenia płuc – Streptococcus pneumoniae,
- zmian ropnych na skórze – Staphylococcus aureus,
- ropni przywierzchołkowych zębów – Staphylococcus aureus, flora beztlenowa,
- zakażenia dróg moczowych – Escherichia coli, Proteus mirabilis, flora beztlenowa,
- zakażenia dróg żółciowych – Escherichia coli, Proteus mirabilis,
- ogniska w jamie brzusznej – zakażenia mieszane: flora beztlenowa, Gram-ujemne pałeczki tlenowe.

### Przyczyny nieinfekcyjne
- nowotwory:
  - białaczka,
  - nowotwory tkanki limfatycznej,
  - guzy mózgu,
  - przerzuty do mózgu,
- sarkoidoza,
- leki, np. metotreksat,
- zatrucie ołowiem.

## Patologia
Zapalenie obejmuje tkanki opon, a często przylegające do nich części mózgowia i rdzenia.

## Objawy
Podstawowe objawy to bóle głowy, gorączka, wymioty, zaburzenia świadomości (senność, śpiączka) i objawy oponowe (sztywność karku, objaw Brudzińskiego).
Mogą też występować: podwójne widzenie, zaburzenia mowy, porażenie mięśni, wysypka, napady padaczkowe i obrzęk tarczy nerwu wzrokowego.
Zapalenie bakteryjne częściej dotyka dzieci niż dorosłych, szerzy się drogą kropelkową. Objawy: ból gardła, gorączka, ból głowy, sztywność karku i wymioty. Na ciele pojawia się krwistoczerwona wysypka. W ciągu jednego dnia od początku choroby może rozwinąć się ciężki stan, prowadzący do śpiączki i śmierci.
Początek zapalenia opon mózgowo-rdzeniowych jest ostrzejszy, gdy czynnikiem etiologicznym są bakterie niż gdy spowodowane jest przez prątki gruźlicy lub grzyby. W przypadku aseptycznego wirusowego ZOMR objawy trwają różnie, a sama choroba jest łagodniejsza.

## Rozpoznanie
Zmiany w płynie mózgowo-rdzeniowym zależą od rodzaju zapalenia opon mózgowo-rdzeniowych.
| Stan             | barwa                                  | przejrzystość      | liczba komórek w μl (cytoza)     | neutrofile (%) | limfocyty (%) | stężenie białka (mg/dl) | stężenie glukozy (% stężenia w surowicy) | stężenie chloru (mmol/l) | stężenie kwasu mlekowego (mmol/l) |
| ---------------- | -------------------------------------- | ------------------ | -------------------------------- | -------------- | ------------- | ----------------------- | ---------------------------------------- | ------------------------ | --------------------------------- |
| prawidłowy       | wodojasny                              | klarowny           | ≤5                               | 0              | 100           | 15-45                   | 60-75%                                   | >117                     | <2,1                              |
| ropne ZOMR       | żółtawy                                | mętny              | od kilku do całego pola widzenia | ↑↑↑ 95 - 100   | -             | ↑ >200                  | ↓ <40%                                   | ↓↓                       | ↑ >3,5                            |
| gruźlicze ZOMR   | wodojasny lub opalizujący              | klarowny           | kilkadziesiąt do 1000            | ↑ 0-25         | >75           | ↑ zwykle ~ 100          | ↓ 10-30%                                 | często ↓↓↓               | ↑↑↑                               |
| wirusowe ZOMR    | wodojasny                              | klarowny           | kilka do kilkuset                | ↑ 0-25         | >75           | norma lub ↑ (<200)      | norma lub ↓                              | norma lub ↓              | norma lub ↑ (2,2-3)               |
| grzybicze ZOMR   | wodojasny, opalizujący; niekiedy ropny | klarowny lub mętny | kilka do kilkuset                |                |               | ↑                       | ↓                                        |                          |                                   |
| nowotworowe ZOMR |                                        |                    | ↑                                |                | ↑             | ↑                       | ↓                                        |                          |                                   |

## Leczenie
- przeciwwirusowo: leczenie objawowe, ogólnie podtrzymujące, w skrajnie ciężkich przypadkach gancyklowir i interferon
- przeciwbakteryjnie: antybiotyki, np. ampicylina, aminoglikozydy, cefalosporyny III generacji[11] (np. ceftriakson, cefotaksym), wankomycyna
  - przeciwgruźliczo: streptomycyna, pirazynamid, rifampicyna, izoniazyd, etambutol
- przeciwgrzybiczo: amfoterycyna B, flukonazol

## Immunoprofilaktyka
Istnieją szczepionki przeciwko:
- meningokokom
- Haemophilus influenzae typ B
- pneumokokom
- wirusowi kleszczowego zapalenia mózgu

U niemowląt szczepienia przeciwko wirusowej odmianie zapalenia opon mózgowo-rdzeniowych stosowane są jedynie w: Irlandii, Wielkiej Brytanii, Hiszpanii i na Kubie. W innych krajach (w tym Polsce) szczepionki takiej nie stosuje się.

## Zapobieganie

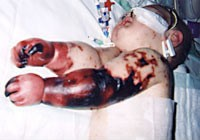
Ciężki przypadek meningokokowego zapalenia opon mózgowo-rdzeniowych, w którym po wystąpieniu wybroczyn doszło do rozwinięcia się gangreny, która wymagała amputacji wszystkich kończyn. Pacjentka, Charlotte Cleverley-Bisman, przeżyła chorobę i stała się kluczem kampanii szczepień przeciwko zapaleniu opon mózgowo-rdzeniowych w Nowej Zelandii.

Niektórym przyczynom zapalenia opon mózgowo-rdzeniowych można zapobiegać poprzez stosowanie profilaktyki długoterminowej w postaci szczepionki lub krótkoterminowej w postaci antybiotyków.
Od 1980 wiele krajów uwzględniło szczepienie przeciwko Haemophilus influenzae typu B w kalendarzach rutynowych szczepień dzieci. Dzięki temu w tych krajach praktycznie wyeliminowano tę bakterię jako przyczynę zapalenia opon mózgowo-rdzeniowych wśród małych dzieci. Jednak w krajach, w których obciążenie chorobą jest najwyższe, szczepionka jest nadal zbyt droga. Podobnie, szczepienie przeciwko wirusowi świnki doprowadziło do gwałtownego spadku liczby przypadków zapalenia opon mózgowo-rdzeniowych spowodowanych wirusem świnki, które występowało w 15% przypadków tej choroby.
Istnieją szczepionki przeciwko meningokokom grupy A, C, W135 i Y. W krajach, gdzie wprowadzono szczepionkę przeciwko meningokokom grupy C, znacząco spadła liczba przypadków spowodowanych przez ten patogen. Obecnie istnieje szczepionka poliwalentna łącząca wszystkie cztery szczepionki. Szczepienie szczepionką ACW135Y przeciwko czterem szczepom jest obecnie obowiązkowa dla biorących udział w Hadżdż. Opracowanie szczepionki przeciwko grupie B meningokoków okazało się znacznie trudniejsze, ponieważ ich białka powierzchowne (które zwykle są wykorzystywane do wytwarzania szczepionki) wywołują słabą odpowiedź ze strony układu odpornościowego lub reakcję krzyżową z białkami ludzkimi. Jednak, w niektórych krajach (np. Nowej Zelandii, Kubie, Norwegii i Chile) opracowano szczepionki przeciwko miejscowym szczepom grupy B meningokoków. Niektóre z nich wykazały się dobrą skutecznością i są stosowane w miejscowych kalendarzach szczepień.
Rutynowe szczepienia przeciwko Streptococcus pneumoniae skoniugowaną szczepionką przeciwko pneumokokom (PCV), która jest aktywna wobec siedmiu serotypów tego patogenu, znacząco zmniejsza częstość występowania pneumokokowego zapalenia opon mózgowo-rdzeniowych. Szczepionka z otoczek polisacharydowych obejmująca 23 szczepy jest podawana tylko niektórym grupom (np. osobom, u których wykonanko splenektomię, czyli chirurgiczne usunięcie śledziony), nie wywołuje ona wystarczająco silnej odpowiedzi immunologicznej u wszystkich przyjmujących, np. małych dzieci.
Szczepienie w dzieciństwie szczepionką BCG spowodowało znaczne zmniejszenie zapadalności na gruźlicze zapalenie opon mózgowo-rdzeniowych, ale jego zmniejszająca się skuteczność w dorosłym wieku skłoniła do poszukiwania lepszej szczepionki.
Krótkoterminowa profilaktyka antybiotykowa jest również metodą zapobiegania, szczególnie meningokokowego zapalenia opon mózgowo-rdzeniowych. W przypadku bliskiego kontaktu z chorym na meningokokowe zapalenie opon mózgowo-rdzeniowych, zapobieganie antybiotykami (np. ryfampicyną, cyprofloksacyną, ceftriaksonem) może zmniejszyć ryzyko zarażenia się chorobą, ale nie chroni przed zakażeniami w przyszłości.

## Historia
Niektórzy sugerują, że Hipokrates mógł mieć świadomość istnienia zapalenia opon mózgowo-rdzeniowych i wydaje się, że zapalenie opon mózgowo-rdzeniowych znali też inni przedrenesansowi lekarze, tacy jak Awicenna. Opis gruźliczego zapalenia opon mózgowo-rdzeniowych, zwanego ówcześnie "puchliną mózgu", jest często przypisywany lekarzowi z Edynburga, Robertowi Whyttowi, w pośmiertnym doniesieniu, które ukazało się w roku 1768, chociaż związek gruźlicy z jej patogenem nie był znany aż do następnego stulecia. Wydaje się, że epidemia zapalenia opon mózgowo-rdzeniowych jest zjawiskiem stosunkowo niedawnym. Pierwsze odnotowane poważne ogniska pojawiły się w Genewie w roku 1805. Krótko po tym opisano kilka innych epidemii w Europie i Stanach Zjednoczonych, a pierwsze doniesienie o epidemii w Afryce pojawiło się w roku 1840. Epidemie w Afryce rozpowszechniły się w dwudziestym wieku, począwszy od poważnych epidemii ogarniających Nigerię i Ghanę w latach 1905–1908.
Pierwsze doniesienie o zakażeniach bakteryjnych stanowiących podłoże dla zapalenia opon mózgowo-rdzeniowych zostało podane przez austriackiego bakteriologa Antona Weichselbauma, który w roku 1887 opisał meningokoki. We wczesnych doniesieniach śmiertelność z powodu zapalenia opon mózgowo-rdzeniowych była bardzo wysoka (ponad 90%). W roku 1906 została wyprodukowana końska surowica odpornościowa. Następnie była udoskonalana przez amerykańskiego naukowca Simona Flexnera, co znacznie zmniejszyło śmiertelność z powodu chorób spowodowanych przez meningokoki. W roku 1944, po raz pierwszy odnotowano skuteczność penicyliny w leczeniu zapalenia opon mózgowo-rdzeniowych. Wprowadzenie pod koniec dwudziestego wieku szczepionki przeciwko Haemophilus doprowadziła do wyraźnego spadku zapalenia opon mózgowo-rdzeniowych związanego z tym patogenem, a w roku 2002 pojawiły się dowody, że leczenie sterydami może poprawić rokowanie w bakteryjnym zapaleniu opon mózgowo-rdzeniowych.
Choroba bywała także określana jako „drętwica karku”.